# ソルジャーフィルド
ソルジャーフィルド（欧字名:Soldier Field、2022年4月27日 - ）は、日本の競走馬。主な勝ち鞍は2024年のJBC2歳優駿、2025年北海道3冠（北斗盃、北海優駿、王冠賞）。
馬名の意味は、兵士の領域。

## 戦績
2023年8月の北海道サマーセールにて、（株）本城が825万円で落札。
2024年3月の競走能力・発走調教検査では、85頭の2歳馬の中で最速タイムをマーク。5月15日のJRA2歳認定競走・フレッシュチャレンジでデビューし2着、次走のアタックチャレンジで初勝利を飾った。8月1日のウィナーズチャレンジは直線入口で先頭に立つと、そのまま後続を引き離して大差勝ちを収めている。重賞初挑戦で出走したブリーダーズゴールドジュニアカップ、次走のサンライズカップは共に2着に惜敗。
11月4日、初のダートグレード競走挑戦としてJBC2歳優駿に出走。中団後方から脚を伸ばし、2着グランジョルノに3馬身差をつけ優勝。ダートグレード競走初制覇を果たした。同競走を地方馬が制するのは2020年のラッキードリーム以来4年ぶりであり、また父ルヴァンスレーヴの産駒としてもグレード競走初制覇となった。初の他地区遠征かつ左回りとなった12月のJpnI全日本2歳優駿は中団から伸び3着に入る。
NARグランプリ2024では最優秀2歳牡馬に選出された。
3歳初戦も前走に続いて遠征で3月26日の大井・京浜盃に出走、後方から脚を伸ばし4着と好走。続くホッカイドウ競馬3歳三冠初戦の北斗盃では地元馬同士相手に1.2倍の断然人気に応え、ウィルオレオールをアタマ差差し切り1着。重賞2勝目を手にした。

## 競走成績
以下の内容は、JBISサーチおよびnetkeiba.com、地方競馬全国協会に基づく。
| 競走日     | 競馬場 | 競走名           | 格     | 距離（馬場）  | 頭 数 | 枠 番 | 馬 番 | オッズ （人気） | 着順 | タイム （上り3F） | 着差 | 騎手      | 斤量 [kg] | 1着馬（2着馬）         | 馬体重 [kg] |
| ---------- | ------ | ---------------- | ------ | ------------- | ----- | ----- | ----- | --------------- | ---- | ----------------- | ---- | --------- | --------- | ---------------------- | ----------- |
| 2024.05.15 | 門別   | フレッシュCh     | 新馬   | ダ1100m（良） | 8     | 1     | 1     | 004.70（3人）   | 02着 | R1:08.9（38.7）   | -1.7 | 0服部茂史 | 55        | ゼロアワー             | 450         |
| 0000.06.05 | 門別   | アタックCh       |        | ダ1200m（良） | 11    | 6     | 6     | 004.40（3人）   | 01着 | R1:14.6（38.1）   | -0.8 | 0宮内勇樹 | 53        | （ミランミラン）       | 448         |
| 0000.06.26 | 門別   | パール特別       | OP     | ダ1700m（稍） | 6     | 2     | 2     | 005.80（4人）   | 01着 | R1:52.6（38.1）   | -0.2 | 0宮内勇樹 | 55        | （エイシンキャプテン） | 456         |
| 0000.08.01 | 門別   | ウィナーズCh     | OP     | ダ1700m（稍） | 7     | 2     | 2     | 001.60（1人）   | 01着 | R1:49.9（39.0）   | -2.1 | 0宮内勇樹 | 55        | （キングミニスター）   | 464         |
| 0000.08.22 | 門別   | ブリーダーズGJrC | H2     | ダ1700m（稍） | 7     | 5     | 5     | 001.90（1人）   | 02着 | R1:50.8（40.3）   | -0.3 | 0宮内勇樹 | 55        | リコースパロー         | 464         |
| 0000.10.02 | 門別   | サンライズC      | H1     | ダ1800m（良） | 8     | 4     | 4     | 002.60（2人）   | 02着 | R1:56.7（38.5）   | -0.3 | 0小野楓馬 | 56        | リコースパロー         | 468         |
| 0000.11.04 | 門別   | JBC2歳優駿       | JpnIII | ダ1800m（良） | 10    | 7     | 7     | 014.50（5人）   | 01着 | R1:54.5（38.7）   | -0.7 | 0小野楓馬 | 56        | （グランジョルノ）     | 470         |
| 0000.12.11 | 川崎   | 全日本2歳優駿    | JpnI   | ダ1600m（良） | 11    | 5     | 5     | 012.90（4人）   | 03着 | R1:42.9（40.3）   | -0.5 | 0小野楓馬 | 56        | ミリアッドラヴ         | 467         |
| 2025.03.26 | 大井   | 京浜盃           | JpnII  | ダ1700m（良） | 14    | 2     | 2     | 010.10（5人）   | 04着 | R1:47.6（37.8）   | -2.1 | 0小野楓馬 | 56        | ナチュラルライズ       | 474         |
| 0000.05.01 | 門別   | 北斗盃           | H3     | ダ1600m（稍） | 7     | 5     | 5     | 001.20（1人）   | 01着 | R1:42.8（40.8）   | -0.0 | 0小野楓馬 | 57        | （ウィルオレオール）   | 478         |
| 0000.06.12 | 門別   | 北海優駿         | H1     | ダ2000m（稍） | 8     | 5     | 5     | 001.00（1人）   | 01着 | R2:09.3（39.2）   | -0.7 | 0小野楓馬 | 57        | （バリウィール）       | 482         |
| 0000.07.24 | 門別   | 王冠賞           | H2     | ダ1800m（良） | 9     | 5     | 5     | 001.20（1人）   | 01着 | R1:56.7（38.5）   | -0.2 | 0小野楓馬 | 57        | （ジェーケーボンバー） | 484         |

- 競走成績は2025年7月24日現在

## 血統表
| ソルジャーフィルドの血統        | ソルジャーフィルドの血統                         | ソルジャーフィルドの血統                         | （血統表の出典）                                 | （血統表の出典）      |
| 父系                            | ロベルト系                                       | ロベルト系                                       | ロベルト系                                       | [ § 2 ]               |
| 父 ルヴァンスレーヴ 鹿毛 2015   | 父の父*シンボリクリスエス 黒鹿毛 1999            | Kris S.                                          | Roberto                                          | Roberto               |
| 父 ルヴァンスレーヴ 鹿毛 2015   | 父の父*シンボリクリスエス 黒鹿毛 1999            | Kris S.                                          | Sharp Queen                                      |                       |
| 父 ルヴァンスレーヴ 鹿毛 2015   | 父の父*シンボリクリスエス 黒鹿毛 1999            | Tee Kay                                          | Gold Meridian                                    | Gold Meridian         |
| 父 ルヴァンスレーヴ 鹿毛 2015   | 父の父*シンボリクリスエス 黒鹿毛 1999            | Tee Kay                                          | Tri Argo                                         |                       |
| 父 ルヴァンスレーヴ 鹿毛 2015   | 父の母マエストラーレ 鹿毛 2006                   | ネオユニヴァース                                 | *サンデーサイレンス                              | *サンデーサイレンス   |
| 父 ルヴァンスレーヴ 鹿毛 2015   | 父の母マエストラーレ 鹿毛 2006                   | ネオユニヴァース                                 | *ポインテッドパス                                |                       |
| 父 ルヴァンスレーヴ 鹿毛 2015   | 父の母マエストラーレ 鹿毛 2006                   | オータムブリーズ                                 | *ティンバーカントリー                            | *ティンバーカントリー |
| 父 ルヴァンスレーヴ 鹿毛 2015   | 父の母マエストラーレ 鹿毛 2006                   | オータムブリーズ                                 | セプテンバーソング                               |                       |
| 母 アイルゴーバック 黒鹿毛 2009 | 母の父アッミラーレ 黒鹿毛 1997                   | *サンデーサイレンス                              | Halo                                             | Halo                  |
| 母 アイルゴーバック 黒鹿毛 2009 | 母の父アッミラーレ 黒鹿毛 1997                   | *サンデーサイレンス                              | Wishing Well                                     |                       |
| 母 アイルゴーバック 黒鹿毛 2009 | 母の父アッミラーレ 黒鹿毛 1997                   | *ダジルミージョリエ                              | Carr de Naskra                                   | Carr de Naskra        |
| 母 アイルゴーバック 黒鹿毛 2009 | 母の父アッミラーレ 黒鹿毛 1997                   | *ダジルミージョリエ                              | Mawgrit                                          |                       |
| 母 アイルゴーバック 黒鹿毛 2009 | 母の母ブッチ 黒鹿毛 2000                         | ヤシマソブリン                                   | *ミルジョージ                                    | *ミルジョージ         |
| 母 アイルゴーバック 黒鹿毛 2009 | 母の母ブッチ 黒鹿毛 2000                         | ヤシマソブリン                                   | エゾミドリ                                       |                       |
| 母 アイルゴーバック 黒鹿毛 2009 | 母の母ブッチ 黒鹿毛 2000                         | シンディーメモリー                               | トウシヨウルチエー                               | トウシヨウルチエー    |
| 母 アイルゴーバック 黒鹿毛 2009 | 母の母ブッチ 黒鹿毛 2000                         | シンディーメモリー                               | ヒカリパンパード                                 |                       |
| 母系(F-No.)                     | パンパードメリー(GB)系(FN:13-e)                  | パンパードメリー(GB)系(FN:13-e)                  | パンパードメリー(GB)系(FN:13-e)                  | [ § 3 ]               |
| 5代内の近親交配                 | サンデーサイレンス：M3×S4、Hail to Reason：S5×M5 | サンデーサイレンス：M3×S4、Hail to Reason：S5×M5 | サンデーサイレンス：M3×S4、Hail to Reason：S5×M5 | [ § 4 ]               |
| 出典                            | 1. 2. 3. 4.                                      | 1. 2. 3. 4.                                      | 1. 2. 3. 4.                                      | 1. 2. 3. 4.           |

- 4代母ヒカリパンパードの全兄に1978年京阪杯勝ち馬のマチカネタイテイがいる。